# Scaptomyza vagabunda
Scaptomyza vagabunda är en tvåvingeart som beskrevs av Hardy 1965. Scaptomyza vagabunda ingår i släktet Scaptomyza och familjen daggflugor. Inga underarter finns listade i Catalogue of Life.